# René Besnard

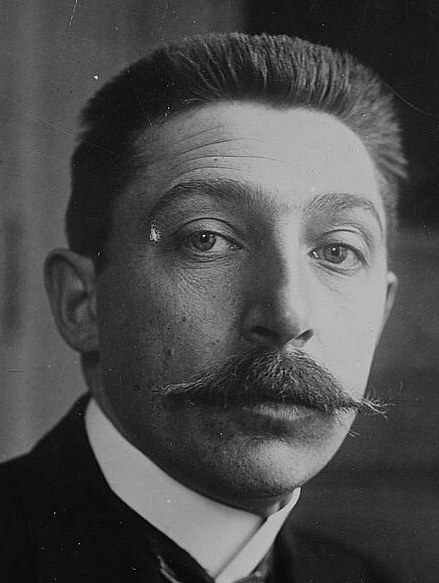
René Besnard

René Henry Besnard (* 12. April 1879 in Artannes, Département Indre-et-Loire; † 12. März 1952 im 8. Arrondissement (Arrondissement de l’Élysée), Paris) war ein französischer Politiker der Parti républicain, radical et radical-socialiste (PRRRS), der unter anderem zwischen 1906 und 1919 Mitglied der Abgeordnetenkammer und Minister in verschiedenen Regierungen der Dritten Französischen Republik war. Er war ferner von 1920 bis 1940 Mitglied des Senats sowie zwischen 1924 und 1927 Botschafter in Italien.

## Leben

### Rechtsanwalt, Abgeordneter und Unterstaatssekretär
René Henry Besnard begann nach dem Besuch des Lycée Descartes in Tours ein Studium der Rechtswissenschaft an der Universität Poitiers und dann an der Universität von Paris, der Sorbonne, an der er 1903 seine Promotion zum Doktor der Rechte mit der Dissertation „Les perquisitions et les saisies en matière criminelle“, in der er sich mit Durchsuchungen und Beschlagnahmungen im Strafrecht befasste. Er war als Rechtsanwalt in Paris sowie in Tours tätig und erwarb zudem ein Diplom am Collège des Hautes Études Sociales. Am 20. Mai 1906 wurde er als Nachfolger von Jacques Drake del Castillo erstmals zum Mitglied der Abgeordnetenkammer (Chambre des députés) gewählt und vertrat in dieser nach seinen Wiederwahlen am 8. Mai 1910 und 26. April 1914 zwischen dem 1. Juni 1906 und dem 7. Dezember 1919 das Département Indre-et-Loire, wobei er anfangs Mitglied der Radikalsozialistischen Fraktion GRS (Groupe radical-socialiste), zwischen 1910 und 1914 der Radikal-sozialistischen Republikaner RRS (Républicains radicaux-socialistes) und zuletzt von 1914 bis 1919 Mitglied der Fraktion der Radikalen RAD war.
Am 27. Juni 1911 übernahm Besnard im Kabinett Caillaux als Unterstaatssekretär im Finanzministerium (Sous-secrétaire d’État aux Finances) erstmals ein Regierungsamt und übernahm diese Funktion vom 14. Januar 1912 bis zum 12. Januar 1913 auch im Kabinett Poincaré I.

### Minister, Senator und Botschafter in Italien
Im Zuge einer Umbildung des ersten Kabinetts Poincaré löste er am 12. Januar 1913 Albert Lebrun als Kolonialminister (Ministre des Colonies) ab und bekleidete dieses neun Tage lang bis zum 21. Januar 1913. Im darauf folgenden Kabinett Briand III wurde er am 21. Januar 1913 Minister für Arbeit und Sozialversicherung (Ministre du Travail et de la Prévoyance sociale) und behielt diesen Posten zwischen dem 18. Februar und dem 22. März 1913 auch im Kabinett Briand III.
Während des Ersten Weltkrieges fungierte René Besnard, der zeitweilig auch als Reserveoffizier diente, zwischen dem 14. September und dem 29. Oktober 1915 im Kabinett Viviani II sowie vom 29. Oktober 1915 bis zum 8. Februar 1916 im Kabinett Briand V als Unterstaatssekretär im Kriegsministerium mit der Zuständigkeit für Militärluftfahrt (Sous-secrétaire d’État à la Guerre chargé de l’aéronautique militaire). Im weiteren Kriegsverlauf übernahm er vom 28. Dezember 1916 bis zum 20. März 1917 im Kabinett Briand VI sowie zwischen dem 20. März und dem 7. September 1917 im Kabinett Ribot V das Amt als Unterstaatssekretär im Kriegsministerium mit der Zuständigkeit für die Allgemeine Verwaltung der Armee (Sous-secrétaire d’État à l'Administration générale de l’armée). In dem anschließend gebildeten Kabinett Painlevé I bekleidete er zwischen dem 12. September und dem 13. November 1917 erneut den Posten des Kolonialministers. Zum Ende des Ersten Weltkrieges wurde er Gründungspräsident Comité National du Rail Africain, die zeitweise mit der Planung einer nur teilweise fertiggestellten Eisenbahnverbindung quer durch die Sahara und zudem eines geplanten, umfangreichen Schienennetzes in Französisch-Westafrika betraut war. Für seine Verdienste im Ersten Weltkrieg wurde er Offizier der Ehrenlegion sowie mit dem Croix de guerre 1914–1918 ausgezeichnet.
In der Zwischenkriegszeit wurde Besnard am 11. Januar 1920 für das Département Indre-et-Loire zum Mitglied des Senats (Sénat) gewählt und gehörte diesem nach seinen Wiederwahlen am 6. Januar 1924 und am 10. Januar 1933 als Mitglied der Fraktion der Demokratischen Linken GD (Gauche démocratique) bis zum 10. Juli 1940 an. Am 24. Oktober 1924 wurde er zudem als Nachfolger von Camille Barrère Botschafter in Italien und verblieb auf diesem diplomatischen Posten in Rom bis zum 27. November 1927, woraufhin Maurice Delarüe Caron de Beaumarchais ihn ablöste. Zuletzt bekleidete er im Kabinett Chautemps I zwischen dem 21. und dem 25. Februar 1930 für vier Tage Kriegsminister (Ministre de la Guerre).

## Veröffentlichungen
- Les perquisitions et les saisies en matière criminelle, Dissertation 1903
- L’œuvre française au Maroc, 1913
- Où va-t-on ? Ouvrage économique et financier, 1919